# Ярош Леонід Володимирович
Леонід Володимирович Ярош (* 1957, село Гориця, Менський район, Чернігівська область) — український та радянський шаховий композитор.

## Біографія
Закінчив Казанський державний інститут культури.
Перший директор Казанського Палацу шахів і шашок ім. Р. Г. Нежметдінова.
Учень В. М. Карпова і С. К. Галіакберова.

## Досягнення
У 1983 році першим у світі склав легальне завдання на одну з найважчих тем для ортодоксальної композиції, так званий «таск Бебсона», що залишався нескореним протягом 100 років. Пізніше склав ще ряд композицій на цю тему. Опубліковане в тому ж 1983 році завдання визнане одним з найкращих у світовій шахової композиції.